# 紫花马铃苣苔
紫花马铃苣苔（学名：Oreocharis argyreia），为苦苣苔科马铃苣苔属下的一个植物种。